# John McMakin
John Garvin McMakin (Spartanburg, 24 settembre 1950) è un ex giocatore di football americano statunitense che ha giocato nel ruolo di tight end per cinque stagioni nella National Football League (NFL). Fu scelto nel corso del terzo giro (63º assoluto) del Draft NFL 1972 dai Pittsburgh Steelers. Al college ha giocato a football coi Clemson Tigers.

## Carriera professionistica
Dopo aver giocato tre anni come titolare alla Clemson University, McMakin fu scelto nel corso del terzo giro del Draft NFL 1972. Con gli Steelers disputò tutte le gare tranne una nelle prime due stagioni da professionista, trionfando nel Super Bowl IX, il primo della storia della franchigia. Nella stagione 1974, John fu tartassato da infortuni alle costole e alle vertebre del collo. Nel 1975, McMakin fu scambiato con i Detroit Lions dove giocò come riserva di Charlie Sanders. Nel 1976 passò alla neonata franchigia dei Seattle Seahawks dove disputò l'ultima stagione in carriera segnando due touchdown, il suo primato personale.

## Palmarès
- Vincitore del Super Bowl IX
- All-Rookie Team (1972)

## Statistiche
| Partite totali         | 60  |
| Yard su ricezione      | 673 |
| Touchdown su ricezione | 4   |